# Negotino
Negotino  (Macedonisch: Неготино) is een stad in het oosten van Noord-Macedonië en bevindt zich op 41,50° NB en 22,10° OL. De gemeente heeft 19.212 inwoners (2002).
De stad ligt in de wijnstreek Tikveš, op 270 meter boven zeeniveau. Het kan per bus, auto of trein bereikt worden. De naam van de stad verschijnt voor het eerst aan het begin van de 19e eeuw, wanneer de klokkentoren gebouwd wordt. Deze toren, een van de bekendste monumenten van de stad, had in 1913 veel te lijden van een grote stadsbrand. In de derde eeuw voor Christus werd op de plek een nederzetting gebouwd met de naam Antigona.

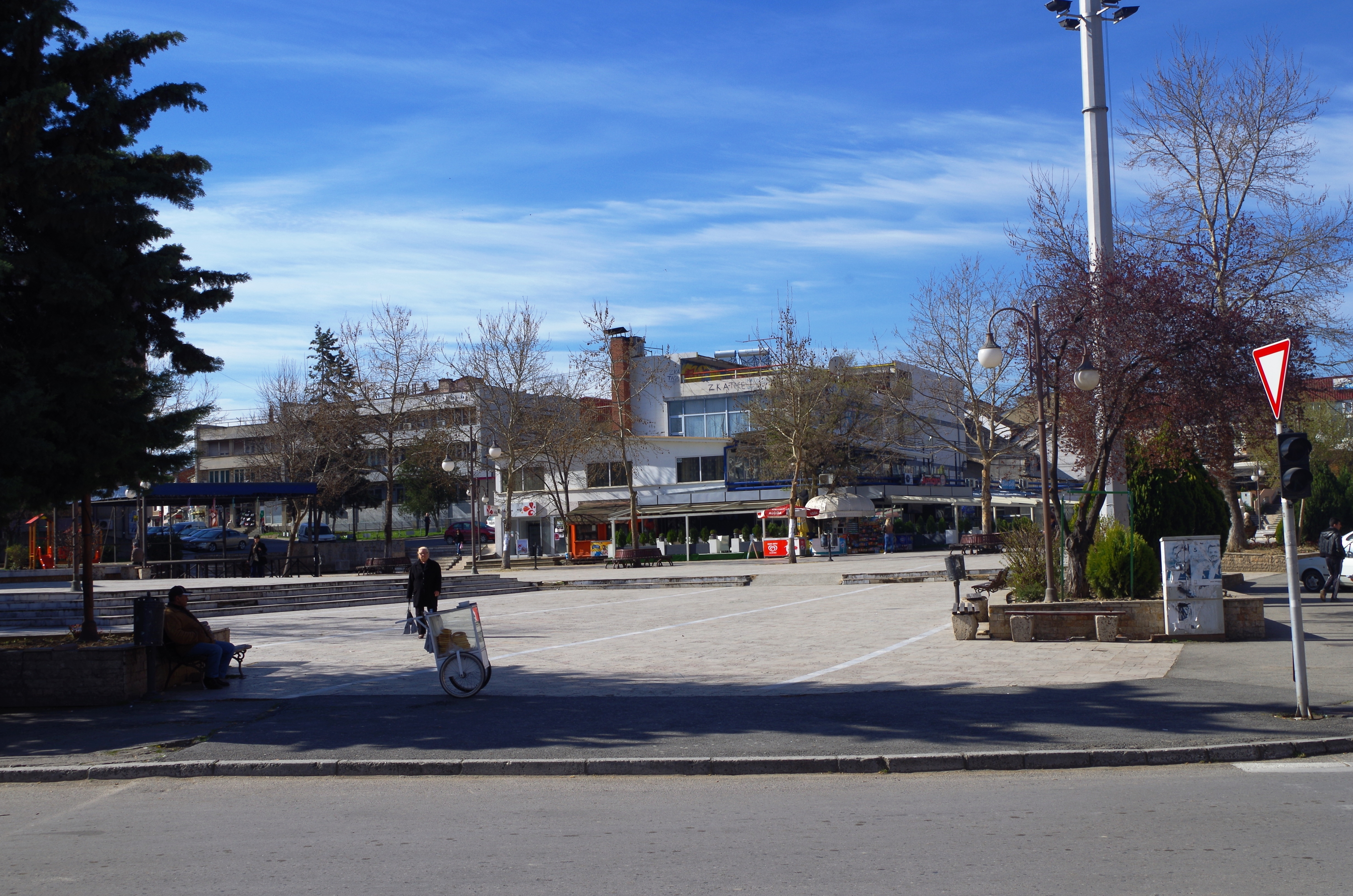
mini